# Софійський монастир
Софійський монастир — чоловічий монастир, що існував у XVII[уточнити]—XVIII ст. при Софійському соборі; монастирські споруди разом із собором утворюють архітектурний ансамбль, що є основною частиною заповідника «Софія Київська».

## Історія
XVII століття
Як православний чернечий осередок Софійський монастир почав діяти за митрополита Київського Петра Могили (після 1633), який забрав його в унійних ченців, котрі володіли Софійським собором понад 20 років. Документи, що висвітлюють внутрішнє життя монастиря, належать лише до XVIII ст. Джерела ранішого часу говорять переважно про земельні володіння, господарську діяльність та будівництво.
Особливість монастиря зумовлювалася його кафедральним статусом: при обителі розміщувалися органи управління всією київською митрополією, а софійська братія залучалася до їхньої діяльності (зокрема, у ролях членів духовної консисторії, кафедральних писаря, духівника, проповідника, архідиякона, екзаменатора). Статус впливав також на формування складу братії. Монахів часто спеціально підбирали й навіть викликали з інших монастирів, інколи лише на кілька років для виконання певного послушання. Склад софійських насельників постійно змінювався, адже монастир також забезпечував київську митрополію чернечими кадрами. Не всі ченці монастиря мали однаковий правовий статус: існувала невелика група чорноризців, яка підпорядковувалася лише київському архієреєві та не підлягала впливу монастирської влади (прислуга домової митрополичої церкви, хрестові ієромонахи).
XVIII століття
У XVIII ст. через свою загально єпархіальну роль монастир став другим за чисельністю серед інших монастирів (першість була за Києво-Печерською лаврою). У 1740-ві, 1770—80-ті рр. кількість братії становила не менше 55 осіб, у 1750-ті інколи перевищувала 120 іноків. Потреби такої кількості насельників зумовлювали також значні за обсягом економічні функції осередку, адже його великі маєтності приносили прибутки для утримання не лише обителі, а й митрополита та митрополичої кафедри. Значне зростання софійського землеволодіння припало на час гетьманування І.Мазепи, який надав монастирю гетьманські універсали на ряд сіл і містечок.
Верховним управителем Софійського монастиря вважався київський архієрей, але ті функції, які в інших обителях виконували ігумени та архімандрити, тут покладалися на кафедрального намісника (інколи мав ігуменський сан) — першу особу після митрополита. На противагу настоятелям інших київських монастирів софійський намісник головував у соборі обителі, який розглядав питання її функціонування. Він також долучався до загальноєпархіальних справ як член духовної консисторії чи кафедральної контори. Кафедральне намісництво було зручним кар'єрним стартом та не відзначалося тривалістю каденції.
Монастир мав бібліотеку, що кількісно переважала книгозбірні інших київських неставропігійних монастирів: до її реєстру 1769 року було внесено 828 томів (переважно латинські книги).
Обитель відзначалася особливою урочистістю богослужінь — і не лише через участь у них київського архієрея, а й через регулярне виголошення проповідей кращими представниками церковної еліти. Обитель була також місцем паломництва. Прочан приваблювали кілька чудотворних ікон, зокрема святого Миколи Мокрого, та мощі святих. У XVIII ст. при кафедрі також почалося почитання образу Софії, Премудрості Божої.

### Після ліквідації
Російська імперія
1786 року монастир було ліквідовано внаслідок секуляризації в Російській імперії. Продовжував діяти Софійський собор разом із колишніми монастирськими будівлями (трапезною, хлібнею, митрополичим будинком, училищем і т. д.). Софію Київську було перетворено на офіційний центр Київської єпархії. У такому стані вона проіснувала до 1917 року.
1917-1934
9 грудня 1917 року було утворено Всеукраїнську Православну Церковну Раду (ВПЦР), яка розташувалася на Софійському подвір'ї. Певний час крім ВПЦР тут одночасно існувала низка інших структур: Головархів, Всеукраїнський музей релігійного культу (у колишньому митрополичому будинку), Старокиївська парафія УАПЦ, помешкання, де проживали й діячі УАПЦ тощо.
1921 року за ініціативою Федора Шміта було створено науково-дослідну установу «Софійська Комісія», що насамперед займалася дослідженням і проблемою наукової реставрації пам'ятки. Через брак коштів і скорочення штату комісію було ліквідовано 1 січня 1922 року. Проте було поновлено 25 червня 1923 року.
Навесні 1929 року на Софійській комісії Федір Ернст оголосив садибу собору заповідником і вона малу увійти до складу комплексу «Київський акрополь». Проте з низки причин це не було реалізовано.
На початку 1934 року, коли було ліквідовано церковну громаду, собор став філіалом лаврського «Всеукраїнського музейного городка», а в липні — заповідником «Софійський музей».